# Platja Fonda (Alcanar)
La platja Fonda és una petita platja natural del municipi d'Alcanar (Montsià), situada entre la platja del Bou, al sud, i la platja del Maricel, al nord. Té una longitud de 135 metres i una amplada mitjana de 7 metres, formada per grava i còdols. Força aïllada i d'accés difícil, disposa d'aparcament i zona de pic-nic.